# بوريليا بيسيتية
بوريليا بيسيتية (بالإنجليزية: Borrelia bissettii)‏ هي نوع من البكتيريا، سلبية الغرام، تتبع البوريليا. قد تكون مسببة للمرض، مثل داء لايم.